# Büdingen
Büdingen es una ciudad alemana situada en el distrito de Wetterau en Hesse.
Es conocida por sus murallas medievales que se mantienen muy bien conservadas y las pintorescas casas de vigas.

## Geografía

### Situación geográfica
Büdingen está situado al sur del distrito de Wetterau a los pies del volcán Vogelsberg, a una altura de aproximadamente 160 m y a orillas del arroyo Seemenbach (15 km al norte de la ciudad de Gelnhausen y aproximadamente a 40 km al este de Fráncfort del Meno). Büdingen pertenecía históricamente a Oberhessen.

### Geología
Büdingen está situado en un valle húmedo y pantanoso. El castillo y la ciudad vieja se asientan debido a esto sobre tablones de roble con cientos de años de antigüedad, que se hallan a su vez encima de estacas de haya. Debido a esto se debe mantener el nivel freático constantemente elevado para que el aire no pueda penetrar a estos fundamentos.

### Estructura de la ciudad

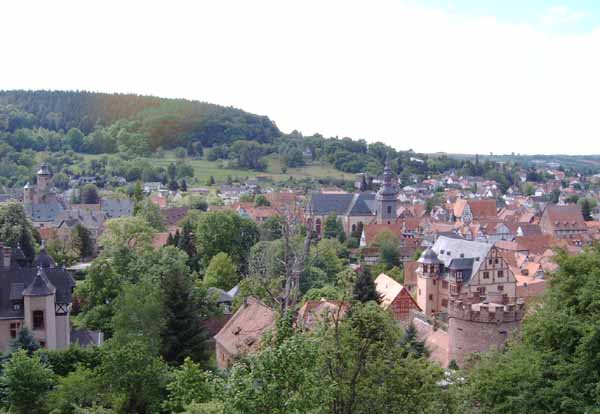
El centro antiguo de Büdigen

A esta ciudad corresponden desde 1972 los siguientes pueblos: Aulendiebach, Büches, Büdingen, Calbach, Diebach en el Haag, Düdelsheim, Dudenrod, Eckartshausen, Lorbach, Michelau, Orleshausen, Rinderbügen, Rohrbach, Vonhausen, Wolf y Wolferborn. Asimismo resultó exitosa en 1972 la disolución de la comunidad Büdingen y la integración de la ciudad de Büdingen en el (distrito de Wetterau). 

## Historia
Alrededor del año 700 dio comienzo la fundación de la iglesia St.-Remigius en Büdingen-Großendorf como una iglesia de madera de un señor feudal desconocido. En el año 847 se menciona "Büdingen" en la crónica de los obispo de Worms, aunque no está asegurado a qué lugar se refería. La iglesia St.-Remigius obtiene su forma actual en las obras de reconstrucción y ampliación alrededor de 1050 fecha atribuida por dendrocronología).
En 1131 se mencionan por primera vez los señores de "Büdingen" en un documento. Estos se convierten 1155 también en condes del castillo de Gelnhausen. La „villa“ de Büdingen se nombra por primera vez en 1206. La línea varonil de los señores de Büdingen se extingue con Gerlach II. en 1247.

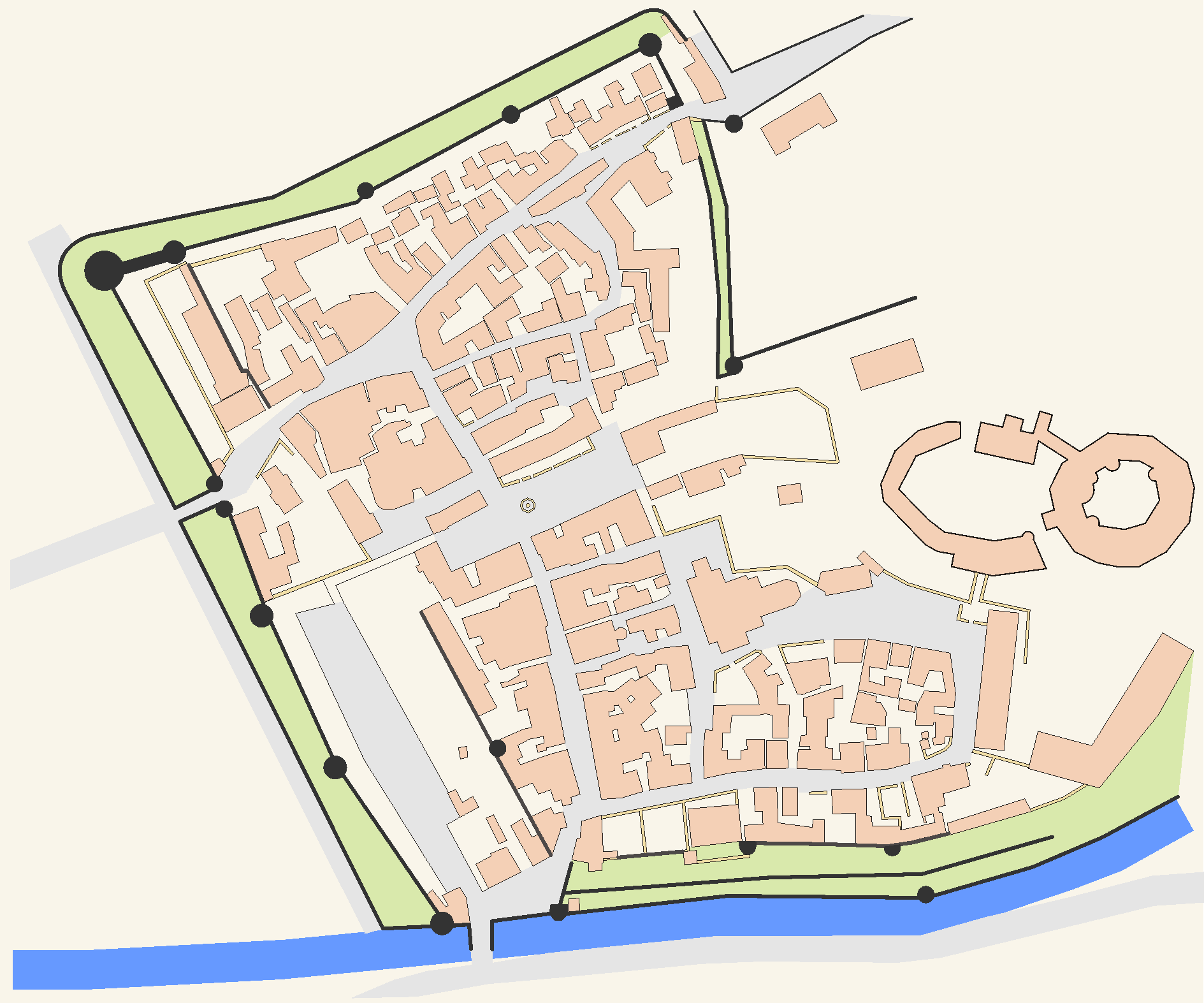
Büdinger Altstadt

Los herederos son los señores de Hohenlohe-Brauneck, Ysenburg-Kempenich, Trimberg, Hohenlohe y de Ysenburg. En el año 1259 se cita por primera vez el tribunal de Büdingen. El 26 de julio de 1330 emperador Luis, el bávaro concede a Luther de Ysenburg señor de Büdingen, para su ciudad el derecho de mercado. A partir de 1442 reciben los señores de Büdingen el título de condes. En 1578 concede el emperador Rudolfo IIa los condes de Büdingen el "Jubilatemarkt". En 1806 se incorpora el condado Ysenburg-Büdingen al principado de Isenburg-Birstein. Con el congreso vienés 1816 se divide el principado Isenburg entre el Gran Ducado de Hesse-Darmstadt y el Principado Electoral de Hesse-Kassel. Büdingen pertenece a Hesse-Darmstadt. El conde Ernst Casimir III. consigue1840 a través del decreto del Gran Ducado el título heredetário de príncipe. 

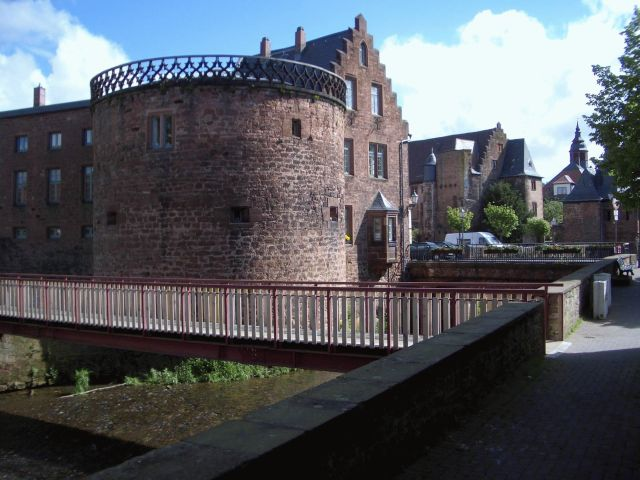
Mühltorbrücke

1353 Heinrich II, señor de Büdingen, dota su ciudad con la gran "Carta de la libertad". Ahora que la defensa de la ciudad es responsabilidad propia de sus ciudadanos se organizan los mosqueteros. La Büdinger Schützengesellschaft se refiere en su historia a la fecha de fundación.
Entre 1480 y 1510 deja colocar el conde Ludwig II. unos fuertes muros delante de las antiguas murallas de la ciudad y arma estos con 22 torres. Estos existen hoy completamente y son unos de los lugares festivos más significativos de la Edad Media en Alemania.

Después del Wormser Reichstag de 1521 viene Martin Luther sobre su salida en su Eisenachel Exil a través de los campos de Büdingen y encuentra hospitalidad en la casa Ysenburg. Este era por lo menos esperado, ya que la senoría de Büdingen —y de acuerdo al principio cuius regio, eius religio también sus ciudadanos— ya en el mismo año se convierten al protestantismo. Después, con los movimientos de progreso de la Reforma en Alemania, la ciudad será incluso calvinista. 

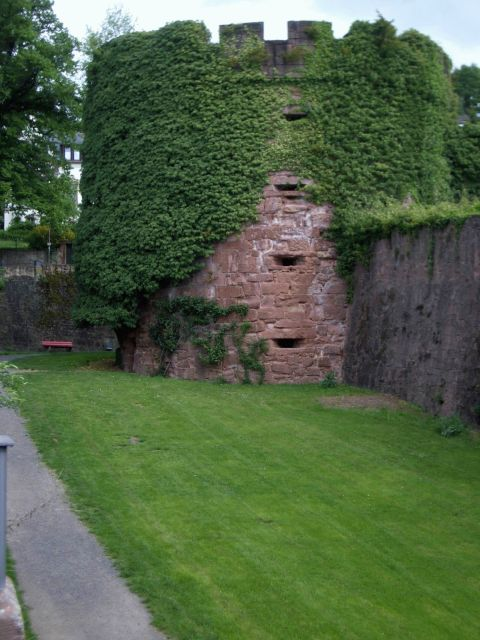
Das große Bollwerk

En 1576 recogen muchos habitantes la Peste hacia allí. En 1632 se desencadena otra vez la Peste en Büdingen. En 1590 se queman con un gran incendio 48 viviendas junto con graneros y establos. Entre 1633 y 1634 son 114 personas víctimas de la persecución de brujas Hexenwahn. Los primeros procesos fueron llevados a cabo en 1567. En 1634 tomam tropas imperiales de Croacia a Büdingen, expulsan los suecos y causan estragos en la ciudad. Diferentes ciudadanos sufrieron de muerte. Muchas casas caen incendiadas.
En 1601 funda el conde Wolfgang Ernst la escuela latina, hoy en día "Wolfgang-Ernst-Gymnasium". Con tolerancia invita en 1712 conde Ernst Casimir I. para la construcción en Büdingen. En el seguimiento procede el suburbio hasta 1724 antes de la puerta de Jerusalém. Aquí se establecen señores de todos los países con creencias fugitivas como Hugenotten, Waldenser, sectario, y otros separatistas.
En 1822 se separan la administración y la justicia en la zona de Hesse-Darmstadt. Büdingen será asiento del círculo de administración del círculo de la ciudad y conserva un tribunal provincial. En el año 1839 se funde la escuela de artesanía, más tarde la escuela de comercio. Entre 1867 y 1868 procede el hospital Mathilden. En 1879 se funda el Vorschuß- y la caja de créditos, hoy Volksbank. Desde 1936 es Büdingen una ciudad en guarnición, y desde 1945 con tropas americanas.
Desde 1739 existe una comunicación postal entre Büdingen y Fráncfort del Meno: semanalmente una diligencia y dos veces un mensajero a caballo. De 1869 - 1870 fueron construidas las líneas de hierro del tren Büdingen-Gelnhausen. En 1879 nace el nuevo instituto con sala de gimnasia y con un director de vivienda. Entre 1888 y 1895 construye la ciudad una tubería de agua y comienza con una canalización por parte. En 1910 fue levantado el taller de gas municipal. En 1913 obtiene Büdingen la luz eléctrica.
En 1911 fue construida la nueva escuela de primaria en la calle Bruno. La fundación de la compra agrícola y la venta cae en el año 1920. En 1965 será la inauguración de la casa civil de la ciudad de Büdingen junto con la biblioteca de la ciudad.
- siehe auch: Meyers Konversationslexikon, 4.Aufl., 1888-90, Bd.3, S.599

El símbolo de ciudad de Büdingen es la rana, lo que conlleva que la colonización de las sepulturas antes del establecimiento de la defensa en la Edad Media sea llevada con ranas. En diversas variaciones aparece hoy la rana en publicaciones privadas y públicas, y la presentación de la cultura de Büdingen.

### Religiones
57,9 % de los habitantes de la ciudad es evangélico, 13,9 % católicos y un 28,2 % corresponde a otros grupos de creencias o no tienen confesión.

## Cultura y curiosidades

### Construcción
Büdingen es llamado frecuentemente el castillo rojo de Hessen. En lugares históricos de la ciudad se encuentran casas de obras especiales, que tienen en parte más de 100 años de antigüedad. Por lo general se mantiene la planta baja en piedras areniscas, lo que en sus tiempos fue de utilidad para la protección contra incendios. Digna de ver es la bien conservada fortaleza (Befestigungsanlage) medieval de la ciudad: gran parte del muro de la ciudad, de la torre fortificada y de la puerta de la ciudad se conservan y son en parte accesibles.

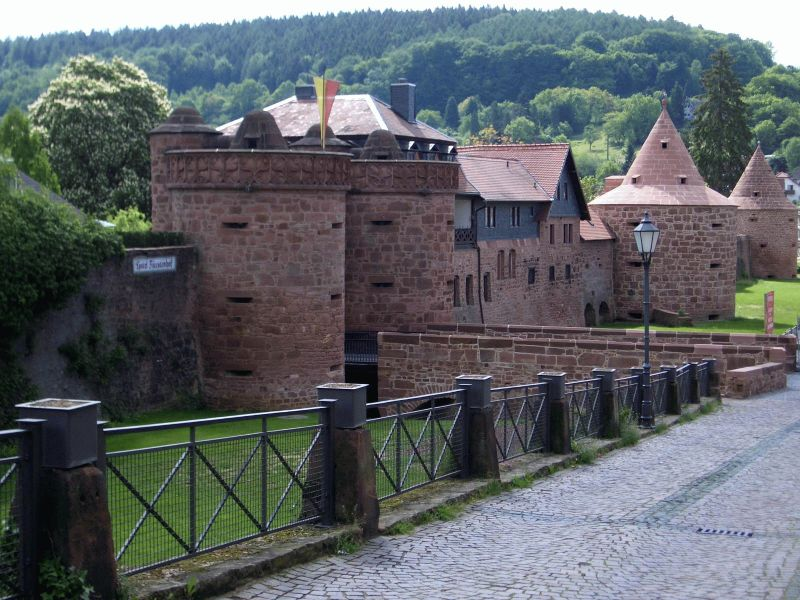
el portal de Jerusalén

Una atracción distintiva es la Untertor, conocida también como el portal de Jerusalén, con un puente terminado en el año 1503. La tradición dice, que esa puerta se construyó como copia de las historias del Jerusalém después del viaje peregrino de un hijo del conde Ludwig. 

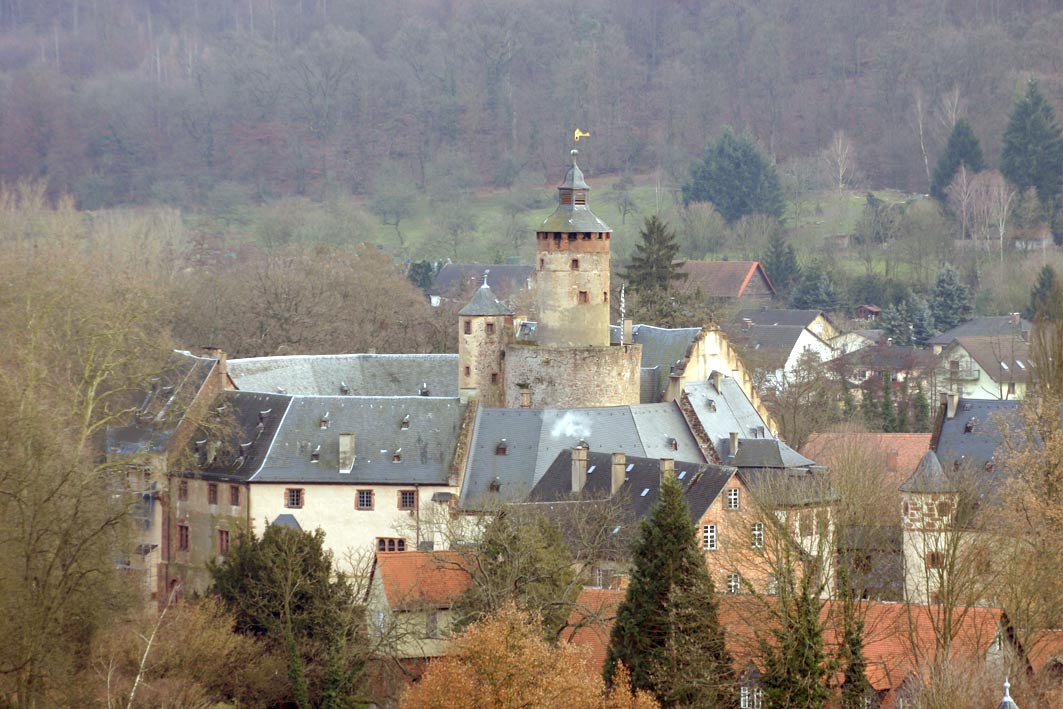
El castillo de Büdingen

El castillo de Büdingen, uno de los puestos de vigilancia fundado en el siglo XVI era antiguamente un castillo de agua. Los señores de Büdingen lo nombraban desde siempre castillo. Hoy vive allí todavía la familia Príncipe a Ysenburg y Büdingen.
La corte del castillo puede ser frecuentada por visitantes. El mismo edificio puede ser visitado en visitas dirigidas. Directamente detrás del castillo se encuentra el amplio y abierto parque del castillo, que le sirve a los pobladores de Büdingern hoy en día como un lugar de reposo.
Usted puede encontrar estas y muchas curiosidades más con ilustraciones en
- www.buedingen24.net

### Museos
- Heuson-Museo en el histórico pasillo de la ciudad de 1485. Themas: la historia de Büdingen; pedazos del hallazgo del tiempo romano y medieval; artesanos históricos.
- castillo museo
- construcción modelo museo en Oberhof
- Museo de los años 1950
- Sandrosen-Museo en Untertor ( Horario: Mi.-Vi. 15:00-17:00, Sa. 14:00-17:00, Dom. + días feriados 12:00-17:00)

### Fiestas
- En el domingo de carnaval encuentra lugar tradicionalmente el asalto de la ciudad a través de los bufones en la Untertor (desfile de carnaval).

- El Pfingstschießen de Büdingen Schützengesellschaft en 1353 encuentra lugar anualmente en la temporada de Pentecostés.
- La fiesta de la ciudad antigua encuentra lugar anualmente después del domingo de Pentecostés.
- El Gallusmarkt se celebra el fin de semana en el 4. domingo de septiembre, también en la ciudad antigua.

## Política
El ayuntamiento está compuesto por el alcalde FWG/FDP, 4 consejos municipales el SPD, 3 la CDU, 1 el FWG/FDP y 1 la Verdes.
A la Asamblea del Decreto de la Ciudad corresponden 15 decretos de la ciudad el SPD, 15 del CDU, 5 del FWG/FDP y 2 de los Verdes.

Descripción del escudo:
En oro se encuentra una muralla pinácula con una puerta negra y rejas doradas, detrás el segundo bloque, justificada en el piso posterior nace una torre roja con un cartel plateado con 2 maderos negros, a ambos lados con los mismos maderos negros se coloca una bandera con contenido metálico. La torre está acompañada por dos torres rojas de un piso que nace de la misma muralla.
El escudo se toma como un sello de la ciudad y fue autorizado por el ministro del Interior de Hesse el 13 de diciembre de 1982.

La ciudad de Büdingen está hermanada con ciudades de Bélgica, Francia, la República Checa, de Estados Unidos y Brandenburg:
| Partnerstädte | Partnerstädte             | Partnerstädte                | Logo de Büdinger Partnerstädte |
| Stadt         | Región / Land             | Weblink                      | Logo de Büdinger Partnerstädte |
| Bruntál       | Ostrava / República Checa | www.mubruntal.cz             | Logo de Büdinger Partnerstädte |
| Herzberg      | Brandeburgo / Alemania    | www.herzberg-elster-stadt.de | Logo de Büdinger Partnerstädte |
| Gistel        | Westflandern / Bélgica    | www.gistel.be                | Logo de Büdinger Partnerstädte |
| Loudéac       | Bretaña / Francia         | www.ville-loudeac.fr         | Logo de Büdinger Partnerstädte |
| Tinley Park   | Illinois / Estados Unidos | www.tinleypark.org           | Logo de Büdinger Partnerstädte |

Bruntál:

El antiguo círculo de Bruntál era el distrito de relaciones del distrito de Wetterau. En la búsqueda de una ciudad para mantener contacto eligió el alcalde de Bruntál de aquellos tiempos Petr Kreici en 1999 a Büdingen con el consejo del gobernador Gnadl. 
En abril del 2000 visita la ciudad Bruntál una delegación oficial bajo la dirección del alcalde Bernd Luft. Pronto se tomaron los acuerdos correspondientes en el parlamento de la ciudad. Un grupo con más 100 participantes de Büdingen visitaron a finales de abril del 2001 a Bruntál.
El contenido de las relaciones entre las ciudades es la reconciliación de la población entre sí, mantener al día la historia común, contacto de las sociedades así como encuentros privados e intercambios de cultura.
Herzberg:

Entre la comunidad de la iglesia evangélica Herzberg y Büdingen existía contacto ya hacía muchos años antes de la caída de la muralla.
En enero de 1990 visita la ciudad Herzberg por primera vez una delegación oficial de la ciudad Büdingen bajo la dirección del Alcalde Eberhard Bauner y el Primer Consejo Municipal Wilhelm Kröll. Todavía antes del cierre del contrato de la reunificación se podía haber firmado el certificado de colaboración en Herzberg. El claro objetivo de la colaboración entre las ciudades era el trabajo del pasado común, el conjunto crecimiento de la población y el desarrollo del entendimiento y la aceptación con uno para el otro.
Loudéac:

La colaboración entre Büdingen y Loudéac se fundó el 28 de mayo de 1983 con los antiguos alcaldes de ambas ciudades Yves Ropers(†) y Eberhard Bauner(†).
En 1982 visitó una delegación oficial de Büdingen a Loudéac, para enlazar el primer contacto entre las dos ciudades. El objetivo era la reconciliación entre los pueblos, el cuidado y la fomentación del pensamiento europeo; el fomento de contactos de asociación de ambas ciudades entre sí; el cuidado de los contactos personales de la población y la fomentación de los intercambios culturales.
Las relaciones son hoy en día llenas de vida. Así encuentran lugar cambios oficiales entre las ciudades en dos temporadas del año entre estudiantes de la escuela Wolfgang-Ernst y del Dohlberg, visitando frecuentemente el Braderie en Loudéac y los círculos infantiles en el fin de semana de Nikolaus.
Tinley-Park:

Las relaciones entre Büdingen y Tinley-Park vienen de un conocimiento entre el Príncipe Ferdinand a Ysenburg y Büdingen y Hauptmann Patrick E. Rae, el que estaba estacionado en Büdingen.
En 1986 visita una delegación de Tinley Park a Büdingen. En 1988 se deciden las relaciones oficiales por la Orden de la Asamblea de la ciudad. En septiembre de 1989 visitan a Tinley Park 148 mujeres y hombres de Büdingen juntos con el tren de música de los bomberos de Büdingen por dos semanas, para celebrar el comienzo de las relaciones.
El objetivo de las relaciones es la reconciliación de la población con uno para el otro, la cultura- y los intercambios de estudiantes, contactos personales entre las familias, y el conocimiento de la cultura del contrario, y las costumbres.

## Economía e infraestructura

### Tránsito
- Büdingen se encuentra en las carreteras nacionales 457 y 521. Sobre la red de la autopista se puede alcanzar la ciudad sobre la A 66, lugar de enlace Gründau-Lieblos o sobre la A 45, el lugar de enlace es Altenstadt.
- Con medios de transporte se puede alcanzar la ciudad con el tren sobre la vía Lahn-Kinzig. Las estaciones son:
  - Büdingen(Oberhess), Bf
  - Büches-Düdelsheim, Hp

respectivamente con el autobús. Plan de viaje- y lugares de paradas véase en RMV.
- El aeropuerto Rhein-Main se puede alcanzar con auto en 30 - 40 minutos.

### Empresas establecidas
- Fábrica de acumuladores Sonnenschein
- Empresa de desaprovisionamiento Remondis

### Organización educativa
- Instituto-Wolfgang-Ernst
- Escuela de la educación general básica- y secundaria "Escuela en Dohlberg"
- Escuela profesional
- Liceo superior para economía & administración e informática económica
- diferentes escuelas primarias

### Administración
- Posiciones exteriores de (ugs.) Oficina del gobernador (El Círculo del Comité del distrito de Wetterau)
- Oficinas para el catastro
- Oficinas para el tribunal
- Estación de Policía Actualmente encuentra lugar una nueva construcción.

### Tiempo libre y lugares deportivos
- Biblioteca de la ciudad con más de 40.000 Medios. Libros, CD, DVD etc. Eberhard-Bauner-Allee 16, Tel. 06042 884-188.
- Baño libre con dos piscinas, una piscina de nado sincronizado con torre de salto (hasta 10 m) y una piscina de poca profundidad. Además hay un resbaladizo de agua de .
- Piscina cubierta con lugar separado para los no nadadores.
- Gimnasio en Dohlberg. Aquí se juega principalmente balonmano, baloncesto y voleibol.
- La plaza deportiva de la ciudad (SG 05 Büdingen (fútbol)) con una pista de cenizas así como plazas deportivas en las otras 15 partes de la ciudad.
- Sala-Willi-Zinnkann, casa del ciudadano, aquí se efectúan frecuentemente conciertos, comedias y otras actividades
- Parque Wild
- Kneipp-Situado en el parque del castillo
- Vóley playa
- Minigolf

## Hijos de la ciudad
- Diether de Isenburg (* 1412; † 1482), arzobispo del Maguncia (1459 - 1463 y 1475 - 1482). Mirar en Mainzer Stiftsfehde
- Ludwig Eberling (* 1823; † 1898), como jardinero de la finca Großherzog Friedrichs I. de Baden es el primero en descubrir la isla abandonada Mainau en el lago de Constanza y es válido como el creador de la Isla de Flores de hoy en día.
- Achim Vandreike (* 1948), Alcalde y Dezernent para deporte y vivienda en Fráncfort del Meno
- Gerhard Wies (* 1961), ganador de medallas de plata en choque de bolas en el Paraolimpicas 2004 en Atenas con 11,29 m en la clase F 56. Lanzamiento de jabalina-campeón mundial de 1998.
- Jürgen Rollmann (* 1966), Fútbol-Primera División-portero, diploma-jornalista y coordinador de Gobierno Federal para la fútbol-Campeonato mundial 2006.

### Otras personalidades en contacto con la ciudad
- Dr. Christian Schwarz-Schilling, MdB, CDU

## Literatura
- Hans-Velten Heuson: Büdingen - Ayer y hoy: Trabajar para la historia de la ciudad y sus ambientes (1300 - 1945), la colección de Hans-Velten Heuson. Para el 75 cumpleaños del autor coleccionado y entregado por Volkmar Stein, Büdingen 2004, 293 páginas, A4, se refiere a la biblioteca de la ciudad Büdingen (29,90 €).

del contenido:

del Büdingen medieval y de la historia de las partes de la ciudad, costumbres antiguas y las costumbres de la fiesta mayor, el escudo de la ciudad, procedimineto de brujas, la sociedad protectora, hospital Mathilde, escuela de la ciudad, marea alta y hambruna, Büdingen y sus mercados, abastecimiento de agua, historia del correo, Saline, fuentes minerales, fábrica de vidrios y de ladrillos, Imprenta, Cooperativa de carnicería, monumento, iglesia de la ciudad, la casa empedrada.
- Filme: Büdingen juega en el filme-Trash "El Projekto-Mikado" (con Eddie Constantine) un rollo central. Mirar Web-Kommentar